# Zdounky (zámek)
Zámek Zdounky se nachází v obci Zdounky, v okrese Kroměříž, v kraji Zlínském, asi 10 km jihozápadně od Kroměříže.

## Historie

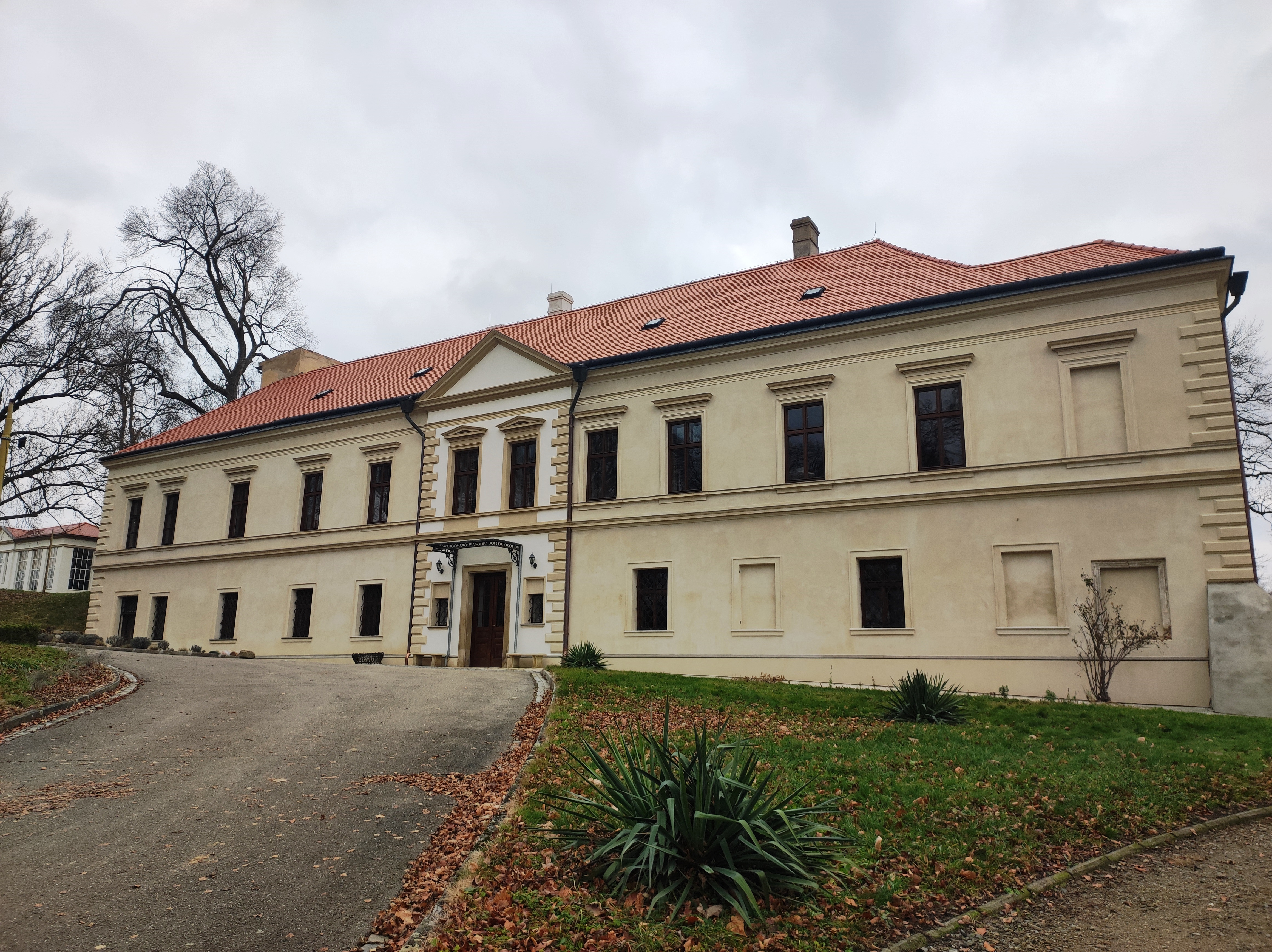
zámek Zdounky

Od 14. století ve Zdounkách existovala tvrz, která byla v roce 1423 pobořena husity, v té době zde sídlil přívrženec Zikmunda Lucemburské, Štěpán z Vartnova. V polovině 16. století koupil Petr Čertorejský z Čertoreje zdejší panství a nechal zbudovat novou tvrz. V roce 1561 prodal panství Erazimovi z Bobolusk, který odkázal panství v roce 1564 Zoubkům ze Zdětína. Počátkem 17. století provedl Jáchym Zoubek ze Zdětína přestavbu tvrze  v renesanční zámek. V roce 1636 odkázala Kateřina Zoubková ze Zdětína zdejší panství i ze zámkem jezuitům. V šedesátých letech 17. století jej přestavěli barokně. Po zrušení řádu se majitelé často střídali. Za Lamberků v 19. století byly několikrát modernizovány interiéry. Pak vlastnil zámek komoří a generálmajor Bedřich August princ z Thurn-Taxisu. Do roku 1948 vlastnil zámek Hugo Bedřich Strachwitz, kterému byl zámek zabaven. Do roku 1989 byl zámek ve správě MNV Zdounky a sídlil zde domov důchodců.